# Frühlingsvirämie der Karpfen
Die Frühlingsvirämie der Karpfen (engl. spring viremia of carp, SVC) ist eine virusbedingte, akut verlaufende, hochansteckende Erkrankung der Karpfen. Sie tritt vor allem bei steigenden Wassertemperaturen im Frühjahr auf und befällt Karpfen aller Altersgruppen. Sie kann hohe Verluste verursachen. Die Frühlingsvirämie der Karpfen ist die akute Form im Komplex der infektiösen
Bauchwassersucht (IBW), die chronische Form ist bakteriell bedingt. Die Erkrankung ist in Deutschland und der Schweiz meldepflichtig.

## Erreger und Krankheitsentstehung
Der Erreger ist das Rhabdovirus carpio (RVC) oder Spring Viremia of Carp Virus (SVCV). Es handelt sich um ein einsträngiges RNA-Virus, das innerhalb der Familie der Rhabdoviren als unklassifiziertes Vesiculovirus eingeordnet wird.
Als Haupteintrittspforte werden die Kiemen vermutet. Eine Übertragung ist auch durch Kontakt sowie über das Fischei und blutsaugende Parasiten (Karpfenlaus) möglich. Die Inkubationszeit beträgt bei 13 °C Wassertemperatur sieben Tage und kann bei höheren Temperaturen auf bis zu 60 Tagen ansteigen. Die Morbidität hängt ebenfalls stark von der Wassertemperatur ab.
Nach der Infektion kommt es zu einer Virusverbreitung über das Blut (Virämie) und dadurch zur Besiedlung innerer Organe. Die Ausscheidung des Virus erfolgt über den Kot. Überlebende Fische bleiben lebenslange Virusträger.

## Klinisches Bild
Die SVC zeigt alle bei Fischen typischen Anzeichen einer Septikämie wie unkoordinierte Schwimmbewegungen, Atemnot, Dunkelfärbung, Augapfelvorfall sowie Blutungen in der Haut, den Kiemen, an den Flossenansätzen und am Auge. Darüber hinaus kommt es durch eine Bauchwassersucht zur Auftreibung des Bauches und einer Ausstülpung des Afters. Bei der Kotabgabe werden lange Kotstränge (sogenannte „Pseudofäzes“) abgegeben.

## Diagnostik
Insbesondere der aufgetriebene Bauch ermöglicht eine klinische Verdachtsdiagnose.
Bei der pathologischen Untersuchung stellen sich ein blutig-seröses Exsudat in der Leibeshöhle, Ödeme und punktförmige Blutungen der inneren Organe dar. Der Darm ist entzündet und enthält einen gelben, schleimigen Inhalt. Pathohistologisch zeigen sich eine fibrinöse Bauchfellentzündung und örtliche Blutungen.
Die Diagnose kann nur durch den Erregernachweis sichergestellt werden. Während der Virämie ist die Anzucht des Erregers in Fischzellkulturen aus dem Blut möglich, später aus den inneren Organen. Zum Virusnachweis können indirekt der Virusneutralisationstest oder direkt die Immunfluoreszenz angewendet werden.
Differentialdiagnostisch ist die chronische Form der infektiösen Bauchwassersucht und eine Schwimmblasenentzündung auszuschließen.

## Bekämpfung
Eine spezifische Therapie ist nicht möglich. Bei einem Krankheitsausbruch kann der Verlauf
durch eine Erhöhung der Wassertemperatur gestoppt werden. Ein praxisreifer Impfstoff existiert nicht.
Die Bekämpfung der SVC richtet sich auf den Aufbau freier Bestände, durch Besatz SVC-freier Jungfische und Desinfektion der Eier verdächtiger Tiere mit organischen Iodpräparaten. Parasiten sind als mögliche Vektoren ebenfalls durch Hygienemaßnahmen zu bekämpfen.

## Quelle
- Informationen der Uni Hannover (Memento vom 1. Januar 2007 im Internet Archive)